# Brown Bears

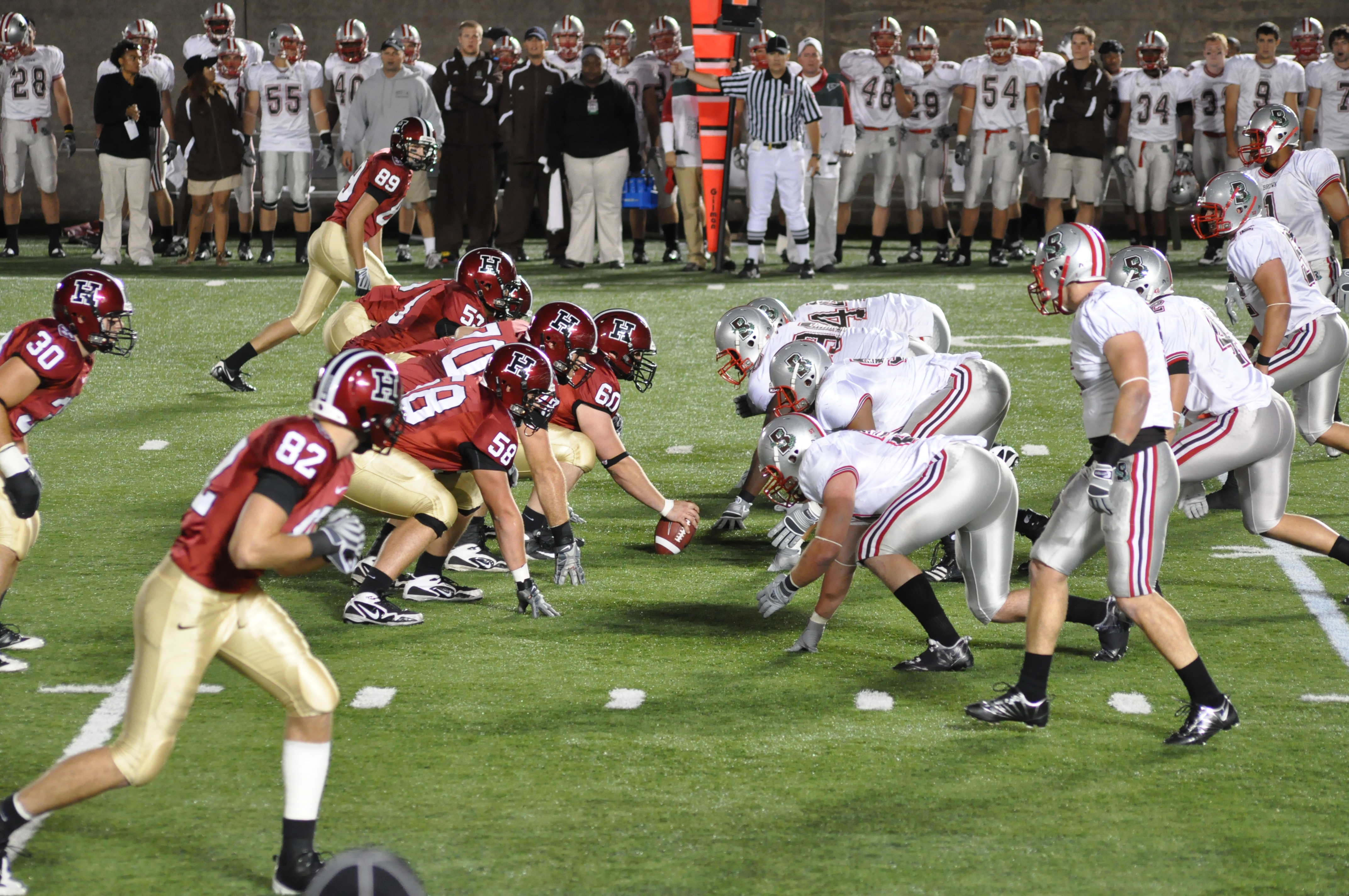
Partido de fútbol americano contra Harvard.

Palas de los equipos de remo.

Brown Bears (español: Osos de Brown) es el nombre de los equipos deportivos de la Universidad Brown, situada en Providence (Rhode Island). Los equipos de los Bears participan en las competiciones universitarias organizadas por la NCAA, y forman parte de la Ivy League en todos los deportes excepto en hockey sobre hielo masculino y femenino, donde forma parte de la ECAC Hockey. En los deportes que no son organizados por la NCAA, participan en las competiciones organizadas por USA Rugby, College Squash Association y National Collegiate Equestrian Association.  

## Equipos
Los Bears tienen 36 equipos oficiales, 16 masculinos y 20 femeninos:
| - Masculino - Baloncesto - Remo - Campo a través - Esgrima - Golf - Hockey sobre hielo - Lacrosse - Fútbol - Squash - Natación y Saltos - Tenis - Atletismo - Waterpolo - Béisbol - Fútbol americano - Lucha | - Femenino - Baloncesto - Remo - Campo a través - Esgrima - Golf - Hockey sobre hielo - Lacrosse - Fútbol - Squash - Natación y Saltos - Tenis - Atletismo - Waterpolo - Sófbol - Voleibol - Rugby - Equitación - Hockey sobre hierba - Gimnasia - Esquí |

En 2014, Brown añadió un nuevo equipo, el de rugby femenino, a su oferta, convirtiéndose en la segunda universidad de la Ivy League, tras Harvard en introducir el rugby como un deporte oficial (varsity, no un club de estudiantes).

## Baloncesto
Tan solo 2 jugadores de Brown han llegado a disputar partidos en la NBA, aunque entre ambos apenas disputaron 26 partidos, el último de ellos en 1957.